# Jozef Bomba
Jozef Bomba (Bardejov, República Eslovaca, 30 de marzo de 1939-Košice, Eslovaquia, 27 de octubre de 2005) fue un futbolista y doctor de leyes eslovaco. En su etapa como jugador profesional se desempeñaba como defensa.
Su hermano menor Alojz también fue futbolista.

## Selección nacional
Fue internacional con la selección de fútbol de Checoslovaquia en 13 ocasiones. Formó parte de la selección subcampeona de la Copa del Mundo de 1962, pese a no haber jugado ningún partido durante el torneo.

### Participaciones en Copas del Mundo
| Mundial                        | Sede  | Resultado  | Partidos | Goles |
| ------------------------------ | ----- | ---------- | -------- | ----- |
| Copa Mundial de Fútbol de 1962 | Chile | Subcampeón | 0        | 0     |

## Clubes
| Club          | País           | Año       |
| ------------- | -------------- | --------- |
| Tatran Prešov | Checoslovaquia | 1957-1959 |
| RH Brno       | Checoslovaquia | 1959-1961 |
| Tatran Prešov | Checoslovaquia | 1961-1966 |
| VSS Košice    | Checoslovaquia | 1967-1972 |